# کالج لین
کالج لین (انگلیسی: Laney College) یک کالج عمومی در اوکلند، کالیفرنیا است. لین بزرگ‌ترین کالج از چهار کالج منطقه کالج اجتماعی پرالتا است که در شمال شهرستان آلامدا خدمت می‌کند. کالج لین به نام جوزف کلارنس لین نامگذاری شده است.